# Raymond, Maine
Raymond är en kommun i Cumberland County i delstaten Maine, USA.